# کیت مویلا
کیت مویلا (انگلیسی: Keith Mwila; نوامبر ۱۹۶۶ – ۱۹۹۳) بوکسور اهل زامبیا بود.